# 唐選皋
唐選皋，字直夫，贵州贵阳人，清朝政治人物、同進士出身。
光緒二年（1876年）清德宗登極丙子恩科進士，三甲十六名，后授工部主事，改四川榮縣、名山縣知縣。